# Parc des Dondaines
Le Parc des Dondaines est un jardin public de Lille situé dans le quartier de Saint-Maurice Pellevoisin de part et d’autre du boulevard périphérique.

## Toponymie
Dondaines est la déformation de dos d’ânes, profil bosselé des berges de la Chaude rivière ou Becquerel, rivière recouverte au début du XXe siècle qui traversait ce terrain.

## Histoire
Le parc a été aménagé de 1973 jusqu’au début des années 1980 sur la partie de l'ancienne zone non aedificandi   entre les remparts près de la gare et le quartier de Fives autour du fortin Sainte-Agnès (petit fort, élément avancé de l'enceinte fortifiée de Lille qui était situé près de l'emplacement de l'actuelle gare de Lille-Europe). 
Cet espace non constructible entre l’actuel pont de Flandres, les rues de la Chaude Rivière, Eugène Jacquet, de l’Alma, Becquerel et Dumont d’Urville, était occupé par des chiffonniers avant 1914, des nomades, des travailleurs irréguliers des usines de Fives entre les deux guerres,  des travailleurs immigrés dans les années 1960. Ce « bidonville des Dondaines », le plus important de Lille, est détruit en 1971-1972, ses habitants étant relogés dans des immeubles du Petit Maroc (quartier le long d’une voie ferrée entre Fives et Moulins).
Ce terrain est aménagé en espace vert au cours des années 1970. Le fort Sainte-Agnès au centre de ce parc est détruit vers 1990 par la construction de la ligne de TGV qui dessert la gare de Lille-Europe. L’espace vert séparé par le périphérique  est encore amputé de sa partie sud le long de la rue de la Chaude Rivière, comprenant à l’angle de cette rue et de la rue Dumont d'Urville le site de  l’ancien château de la Phalecque abandonné après le siège de 1792. La construction d’immeubles de bureaux et d’un hôtel sur ces terrains a  été permise  par une loi qui abolissait les dispositions d’une législation antérieure de 1919 déclarant inconstructible l’ancienne zone.

## Description
Le parc est un terrain d’aventure et de loisirs qui s’étend de part et d’autre du boulevard périphérique les deux parties étant reliées par une allée bordée de pins sur la couverture de cet axe autoroutier.
Il  jouxte la ferme pédagogique Marcel Dhenin.

## Filmographie
Le film Zone frontière tourné en 1949 et sorti en 1950 se déroule dans le bidonville des Dondaines habité par des contrebandiers opérant à la frontière entre la France et la Belgique.

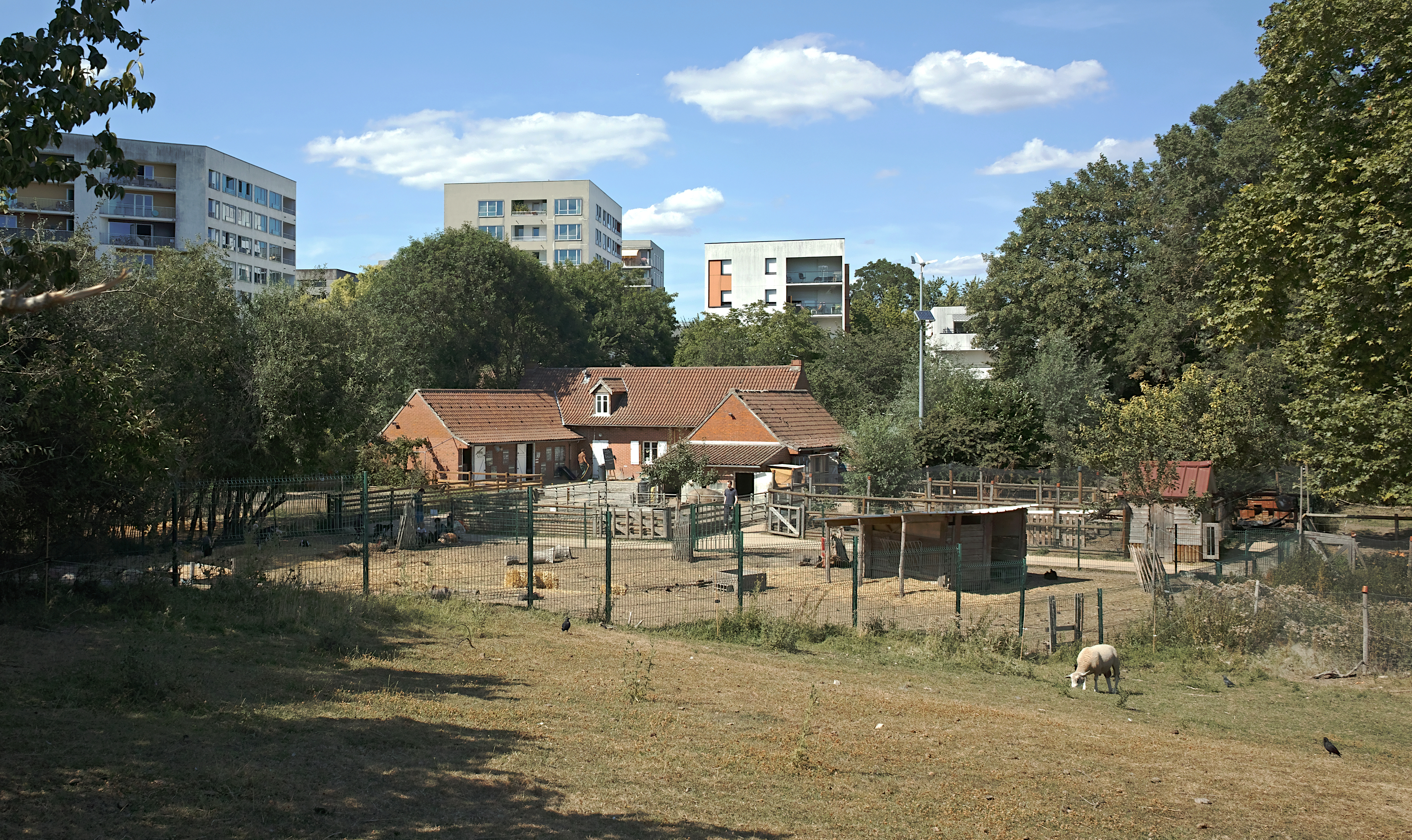
Ferme Marcel Dhenin
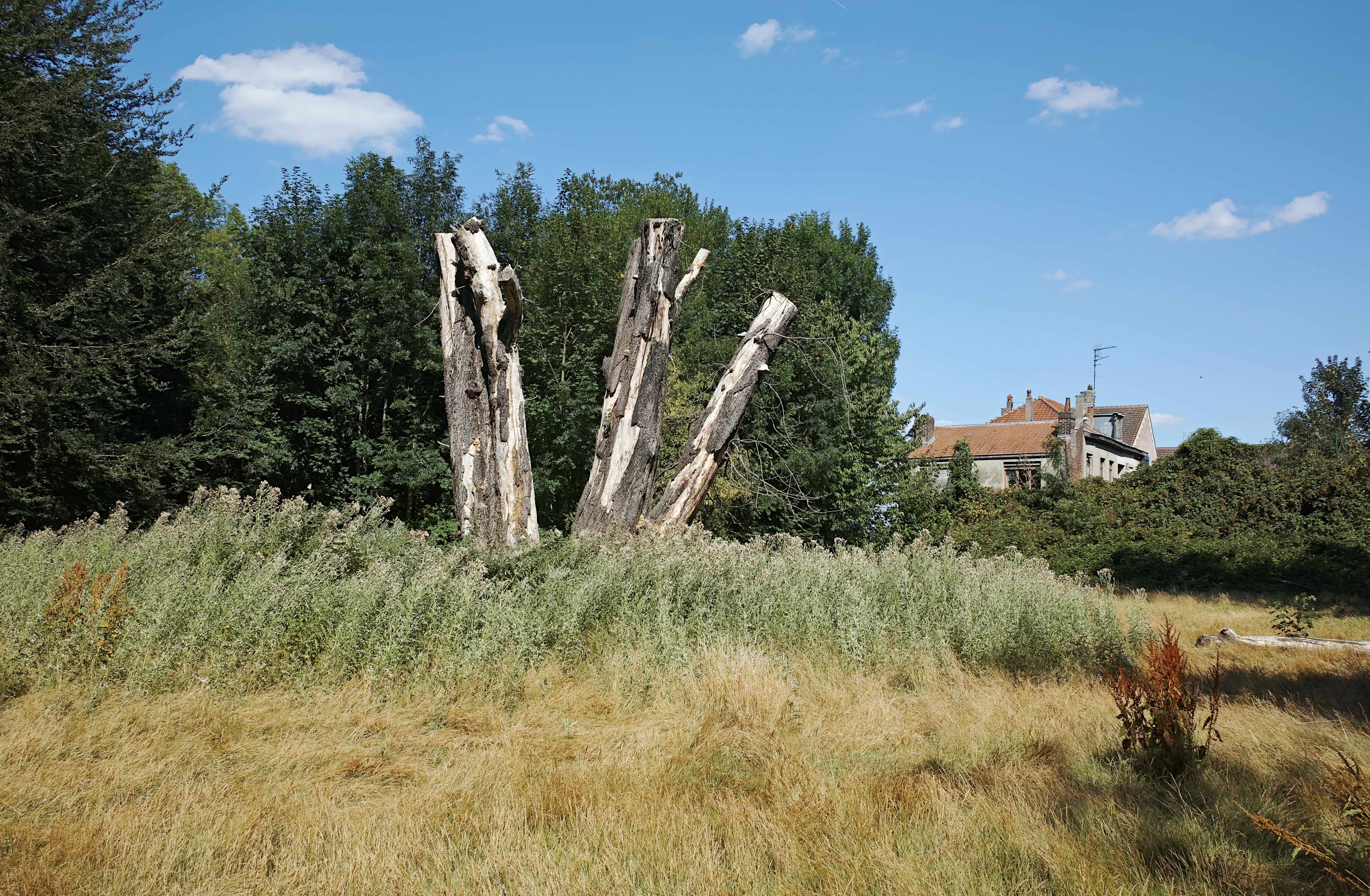
Arbre mort dans le parc des Dondaines
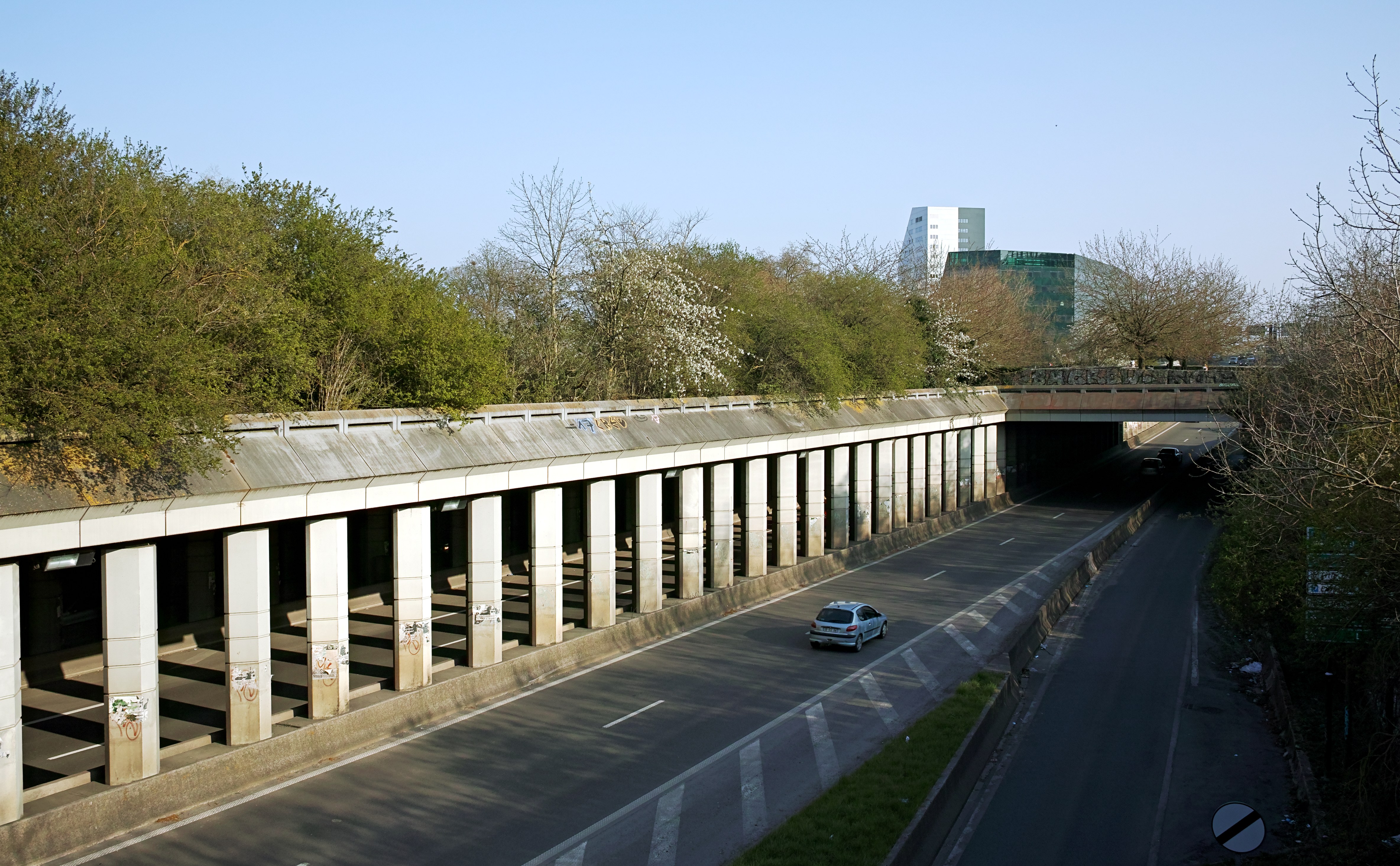
Le périphérique traversant le parc des Dondaines